# Josef Luggin

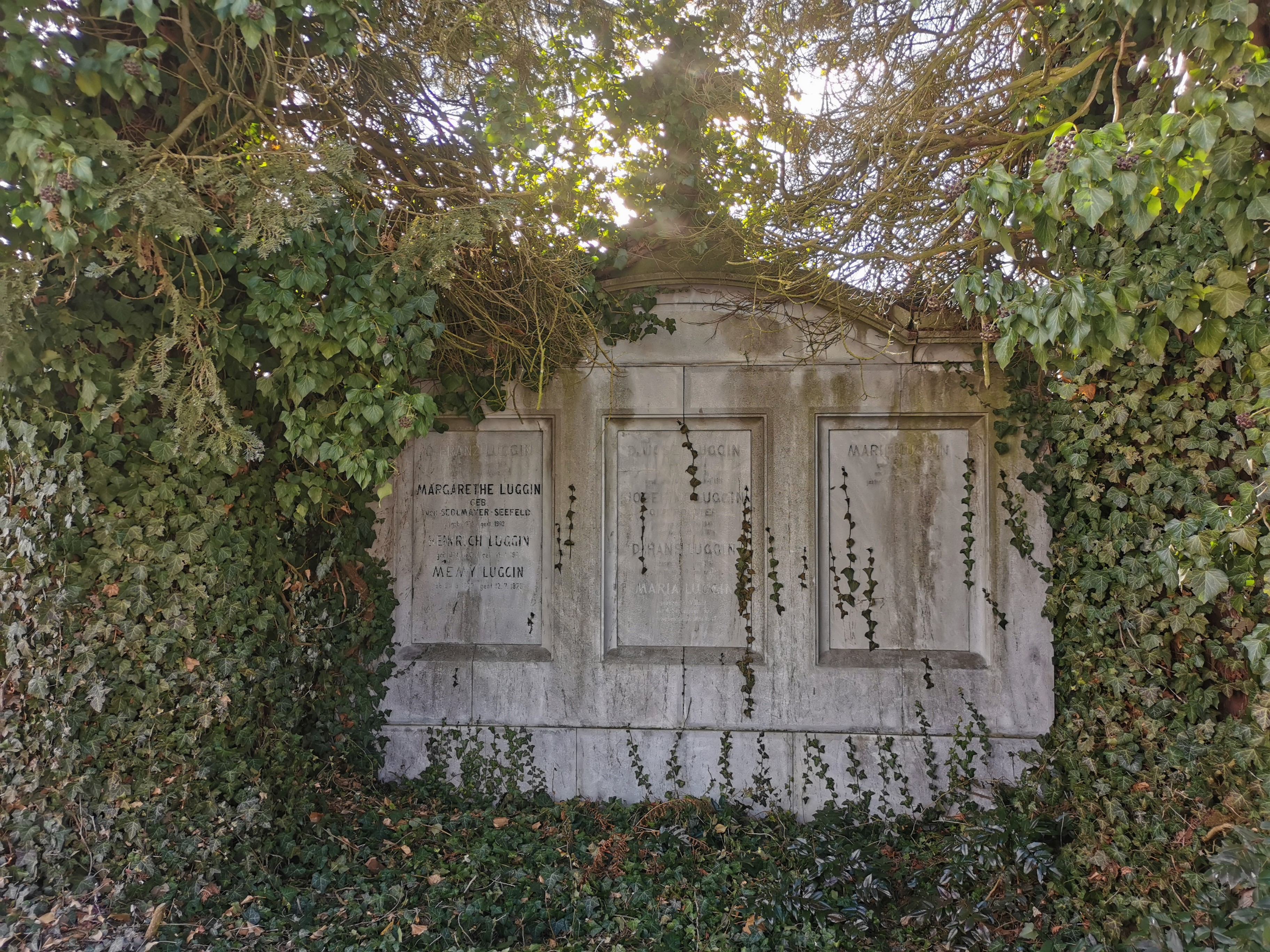
Grabstätte Josef Luggins am Friedhof Stein-Viktring

Josef Luggin (* 9. November 1834 in Eppan; † 11. November 1911 in Klagenfurt) war ein österreichischer Jurist und Politiker. Von 1867 bis 1902 gehörte er dem Kärntner Landtag an.

## Biographie
Luggin wurde in Eppan nahe Bozen geboren. Er studierte Rechtswissenschaft an den Universitäten in Innsbruck, München sowie Wien und arbeitete von 1858 bis 1866 als Advokaturs-Konzipient in Klagenfurt. Zwischen 1866 und 1868 war er in Villach als Anwalt tätig. 1867 wurde Luggin vom Gemeinderat zum Villacher Bürgermeister gewählt, er nahm die Wahl jedoch nicht an. Ab 1868 verlagerte er seine Anwaltstätigkeit nach Klagenfurt, wo er bis 1908 tätig war und sich im wirtschaftlichen, kulturellen und politischen Leben hohes Ansehen erwarb. Von 1882 bis 1892 war er Vizepräsident der Kärntner Advokatenkammer, dann bis 1908 ihr Präsident und außerdem von 1895 bis 1910 Präsident ihres Disziplinarrates. Zeitgenossen lobten sie Schärfe seiner Rhetorik und Klarheit der Argumentation vor Gericht. Auch sein tiefes Verständnis der Prozesse im Land und seine Kompetenz in Finanzfragen werden hervorgehoben.
Ab 1861 gehörte Luggin dem Klagenfurter Gemeinderat an, sein politischer Schwerpunkt lag in weiterer Folge aber auf Landesebene. Ab 1867 (als Nachfolger von Josef Kassin) gehörte er als Repräsentant der Stadt Villach dem Kärntner Landtag in dessen zweiter und dritter Wahlperiode an. Während der laufenden vierten Wahlperiode übernahm er 1872 die Repräsentanz von Völkermarkt, Bleiburg und Kappel, welcher er auch während der fünften und sechsten Wahlperiode beibehielt. Ab der siebenten Wahlperiode gehörte Luggin dem Landtag schließlich als Vertreter der Großgrundbesitzer an und schied mit Ende der achten Wahlperiode 1902 aus dem Gremium aus. Politisch gehörte Luggin dem liberalen Deutschfreiheitlichen bzw. Deutschnationalen Spektrum an, als dessen Führer er in Kärnten allgemein anerkannt war. Ab 1870 war er Mitglied des Vereins der Deutschnationalen, danach des 1890 aufgelösten Deutschen Vereines.
Abseits seiner Tätigkeit als Abgeordneter war Luggin Gründer und Obmann der Ortsgruppe des Deutschen Schulvereines. Von 1900 bis 1903 war er Vizepräsident, danach Präsident der Kärntner Sparkasse. Darüber hinaus war er Vizepräsident des Verwaltungsrates der Österreichisch-Alpinen Montangesellschaft sowie Mitgründer und Ehrenmitglied des Musikvereins für Kärnten. Für seine Verdienste wurde Josef Luggin mit dem Franz-Joseph-Orden sowie dem Orden der Eisernen Krone dritter Klasse ausgezeichnet. Er war Ehrenbürger der Städte Villach und Wolfsberg, sowie der damals eigenständigen Gemeinde Viktring, wo er seinen Sommersitz hatte, bedürftige Jugendliche unterstützte, und auf deren Friedhof er auch bestattet wurde.